# Diarilpropan peroksidaza
Diarilpropan peroksidaza (EC 1.11.1.14, diarilpropanska oksigenaza, ligninaza I, diarilpropanska peroksidaza, LiP, diarilpropan:kiseonik,vodonik-peroksidna oksidoreduktaza (raskidanje C-C veze)) je enzim sa sistematskim imenom 1,2-bis(3,4-dimetoksifenil)propan-1,3-diol:vodonik-peroksid oksidoreduktaza. Ovaj enzim katalizuje sledeću hemijsku reakciju
(3,4-dimetoksifenil)metanol + H2O2 {\displaystyle \rightleftharpoons } 3,4-dimetoksibenzaldehid + 2H2O
Ovaj enzim je hemoprotein. On učestvuje u oksidativnom razlaganju lignina gljivama Basidiomycete.

## Literatura
- Nicholas C. Price; Lewis Stevens (1999). Fundamentals of Enzymology: The Cell and Molecular Biology of Catalytic Proteins (Third изд.). USA: Oxford University Press. ISBN 019850229X.
- Eric J. Toone (2006). Advances in Enzymology and Related Areas of Molecular Biology, Protein Evolution (Volume 75 изд.). Wiley-Interscience. ISBN 0471205036.
- Branden C; Tooze J. Introduction to Protein Structure. New York, NY: Garland Publishing. ISBN 0-8153-2305-0.
- Irwin H. Segel. Enzyme Kinetics: Behavior and Analysis of Rapid Equilibrium and Steady-State Enzyme Systems (Book 44 изд.). Wiley Classics Library. ISBN 0471303097.
- William P. Jencks (1987). Catalysis in Chemistry and Enzymology. Dover Publications. ISBN 0486654605.

## Spoljašnje veze
- Lignin+peroxidase на 